# Théo Pellenard
Théo Pellenard (Lilla, 4 marzo 1994) è un calciatore francese, difensore del Laval.

## Caratteristiche tecniche
È un terzino sinistro.

## Carriera

### Club
Ha giocato nella prima e nella seconda divisione francese.

### Nazionale
Ha giocato nella nazionale francese Under-20.

## Statistiche

### Presenze e reti nei club
Statistiche aggiornate al 23 aprile 2025.
| Stagione            | Squadra           | Campionato        | Campionato | Campionato | Coppe nazionali | Coppe nazionali | Coppe nazionali | Coppe continentali | Coppe continentali | Coppe continentali | Altre coppe | Altre coppe | Altre coppe | Totale | Totale |
| Stagione            | Squadra           | Comp              | Pres       | Reti       | Comp            | Pres            | Reti            | Comp               | Pres               | Reti               | Comp        | Pres        | Reti        | Pres   | Reti   |
| ------------------- | ----------------- | ----------------- | ---------- | ---------- | --------------- | --------------- | --------------- | ------------------ | ------------------ | ------------------ | ----------- | ----------- | ----------- | ------ | ------ |
| 2013-2014           | Bordeaux          | L1                | 3          | 0          | CF+CdL          | 0               | 0               | UEL                | 1                  | 0                  | -           | -           | -           | 4      | 0      |
| 2014-2015           | Bordeaux          | L1                | 0          | 0          | CF+CdL          | 0               | 0               | -                  | -                  | -                  | -           | -           | -           | 0      | 0      |
| 2015-2016           | Paris FC 2        | CFA2              | 1          | 0          | -               | -               | -               | -                  | -                  | -                  | -           | -           | -           | 1      | 0      |
| 2015-2016           | Paris FC          | L2                | 20         | 1          | CF              | 1               | 0               | -                  | -                  | -                  | -           | -           | -           | 21     | 1      |
| 2016-2017           | Bordeaux 2        | CFA2              | 5          | 0          | -               | -               | -               | -                  | -                  | -                  | -           | -           | -           | 5      | 0      |
| 2017-2018           | Bordeaux 2        | N2                | 4          | 0          | -               | -               | -               | -                  | -                  | -                  | -           | -           | -           | 4      | 0      |
| Totale Bordeaux 2   | Totale Bordeaux 2 | Totale Bordeaux 2 | 9          | 0          |                 | -               | -               |                    | -                  | -                  |             | -           | -           | 9      | 0      |
| 2016-2017           | Bordeaux          | L1                | 6          | 0          | CF+CdL          | 2+1             | 0               | -                  | -                  | -                  | -           | -           | -           | 9      | 0      |
| 2017-2018           | Bordeaux          | L1                | 19         | 0          | CF+CdL          | 1+1             | 0               | UEL                | 0                  | 0                  | -           | -           | -           | 21     | 0      |
| 2018-gen. 2019      | Bordeaux          | L1                | 0          | 0          | CF+CdL          | -               | -               | UEL                | -                  | -                  | -           | -           | -           | 0      | 0      |
| Totale Bordeaux     | Totale Bordeaux   | Totale Bordeaux   | 28         | 0          |                 | 5               | 0               |                    | 1                  | 0                  |             | -           | -           | 34     | 0      |
| gen.-giu. 2019      | Angers            | L1                | 6          | 0          | CF+CdL          | -               | -               | -                  | -                  | -                  | -           | -           | -           | 6      | 0      |
| 2019-2020           | Angers            | L1                | 8          | 0          | CF+CdL          | 2+1             | 0               | -                  | -                  | -                  | -           | -           | -           | 11     | 0      |
| Totale Angers       | Totale Angers     | Totale Angers     | 14         | 0          |                 | 3               | 0               |                    | -                  | -                  |             | -           | -           | 17     | 0      |
| 2019-2020           | Angers 2          | N2                | 5          | 0          | -               | -               | -               | -                  | -                  | -                  | -           | -           | -           | 5      | 0      |
| ott. 2020-2021      | Valenciennes      | L2                | 15         | 0          | CF              | 1               | 0               | -                  | -                  | -                  | -           | -           | -           | 16     | 0      |
| 2021-2022           | Auxerre           | L2                | 34+2       | 1          | CF              | 1               | 0               | -                  | -                  | -                  | -           | -           | -           | 37     | 1      |
| 2022-2023           | Auxerre 2         | N2                | 3          | 0          | -               | -               | -               | -                  | -                  | -                  | -           | -           | -           | 3      | 0      |
| 2022-2023           | Auxerre           | L1                | 2          | 0          | CF              | -               | -               | -                  | -                  | -                  | -           | -           | -           | 2      | 0      |
| 2022-2023           | Auxerre           | L2                | 34         | 0          | CF              | 1               | 0               | -                  | -                  | -                  | -           | -           | -           | 35     | 0      |
| giu. 2024-gen. 2025 | Auxerre           | L1                | 2          | 0          | CF              | -               | -               | -                  | -                  | -                  | -           | -           | -           | 2      | 0      |
| Totale Auxerre      | Totale Auxerre    | Totale Auxerre    | 72+2       | 1          |                 | 2               | 0               |                    | -                  | -                  |             | -           | -           | 76     | 1      |
| gen.-giu. 2025      | Laval             | L2                | 12         | 0          |                 | -               | -               | -                  | -                  | -                  | -           | -           | -           | 12     | 0      |
| Totale carriera     | Totale carriera   | Totale carriera   | 181        | 2          |                 | 12              | 0               |                    | 1                  | 0                  |             | -           | -           | 194    | 2      |

## Palmarès

### Club

#### Competizioni nazionali
- Campionato francese di seconda divisione: 1

Auxerre: 2023-2024